# Bye Bye (chanson de Ai Otsuka)
Pour les articles homonymes, voir Bye Bye.
Singles de Ai Ōtsuka
Kurage, Nagareboshi
(2008) Zokkondition / Lucky★Star
(2010)
Bye Bye (バイバイ) est le 19e single de Ai Ōtsuka sorti sous le label Avex Trax le 25 février 2009 au Japon. Il atteint la 8e place du classement de l'Oricon. Il se vend à 17 485 exemplaires la première semaine, et reste classé pendant 4 semaines, pour un total de 21 022 exemplaires vendus.
Bye Bye a été utilisé comme campagne publicitaire pour The Asahi Slat de Asahi Breweries. Cette chanson était présente sur l'album Love Letter.

## Liste des titres
| 1. | Bye Bye (バイバイ)                | 4:28 |
| 2. | Bye Bye (instrumental) (バイバイ) | 4:25 |

| 1. | Bye Bye (バイバイ) |  |